# Альбетков, Вениамин Валеевич
Вениами́н Вале́евич Альбе́тков (тат. Ибнеәмин Вәли улы Альбетков) (18 апреля [1 мая] 1917 — 17 апреля 1984) — советский солдат и офицер, командир 2-го стрелкового батальона 383-го стрелкового полка 121-й стрелковой дивизии 60-й армии Центрального фронта. Герой Советского Союза (17.10.1943), майор; полковник в отставке.

## Биография

### Довоенные годы
Родился в семье служащего. Татарин. Окончил три курса Ташкентского текстильного техникума.
В рядах Красной Армии с 1939 года. В 1941 году окончил Ярославское военное пехотное училище.

### Великая Отечественная война
На фронтах войны — с июня 1941-го. Осенью 1943 года неподалёку от города Рыльск бойцы батальона Альбеткова уничтожили до шестисот солдат противника. Батальон Альбеткова сорвал форсирование немцами реки Десна у города Остёр. 26 сентября Альбетков организовал переправу батальона через Днепр, а также захват удержание плацдарма.

Указом Президиума Верховного Совета СССР от 17 октября 1943 года за умелое командование стрелковым батальоном, образцовое выполнение боевых заданий командования на фронте борьбы с немецко-фашистским захватчиками и проявленные при этом мужество и героизм майору Альбеткову Вениамину Валеевичу присвоено звание Героя Советского Союза с вручением ордена Ленина и медали «Золотая Звезда».

Указом Президиума Верховного Совета СССР от 17 октября 1943 года за умелое командование стрелковым батальоном, образцовое выполнение боевых заданий командования на фронте борьбы с немецко-фашистским захватчиками и проявленные при этом мужество и героизм майору Альбеткову Вениамину Валеевичу присвоено звание Героя Советского Союза с вручением ордена Ленина и медали «Золотая Звезда» (№ 1176).

### Послевоенный период
После войны В. В. Альбетков продолжал службу в армии. В 1948 году он окончил Военную академию имени М. В. Фрунзе. С1959 года полковник Альбетков — в запасе. Жил в Москве. Умер 17 апреля 1984 года.

## Награды
- Медаль «Золотая Звезда» Героя Советского Союза (17.10.1943, медаль № 1176)
- Орден Ленина (17.10.1943)
- Орден Красного Знамени
- Орден Александра Невского
- два ордена Красной Звезды
- Медали, в том числе:
  - Медаль «За победу над Германией в Великой Отечественной войне 1941—1945 гг.»
  - Юбилейная медаль «Двадцать лет Победы в Великой Отечественной войне 1941—1945 гг.»
  - Юбилейная медаль «Тридцать лет Победы в Великой Отечественной войне 1941—1945 гг.»

## Память

Могила Альбеткова

- Похоронен на Даниловском мусульманском кладбище в Москве
- Барельеф героя установлен на Мемориале Славы в Касимове